# Associazione Calcio Novara 1966-1967
Questa pagina raccoglie le informazioni riguardanti l'Associazione Calcio Novara nelle competizioni ufficiali della stagione 1966-1967.

## Rosa
| N. |                   | Ruolo | Calciatore            |
| -- | ----------------- | ----- | --------------------- |
|    | Italia (bandiera) | A     | Enrico Bramati        |
|    | Italia (bandiera) | P     | Pier Luigi Branduardi |
|    | Italia (bandiera) | A     | Giuseppe Broggi       |
|    | Italia (bandiera) | A     | Giampiero Calloni     |
|    | Italia (bandiera) | A     | Vittorino Calloni     |
|    | Italia (bandiera) | D     | Bruno Canto           |
|    | Italia (bandiera) | D     | Mauro Colla           |
|    | Italia (bandiera) | D     | Danilo Colombo        |
|    | Italia (bandiera) | C     | Silvano Fedato        |
|    | Italia (bandiera) | D     | Eugenio Fumagalli     |
|    | Italia (bandiera) | A     | Renato Gavinelli      |
|    | Italia (bandiera) | C     | Luigi Giannini        |

| N. |                   | Ruolo | Calciatore          |
| -- | ----------------- | ----- | ------------------- |
|    | Italia (bandiera) | P     | Fausto Lena         |
|    | Italia (bandiera) | A     | Claudio Maioni      |
|    | Italia (bandiera) | C     | Riccardo Mascheroni |
|    | Italia (bandiera) | D     | Fabio Meriggi       |
|    | Italia (bandiera) | A     | Giorgio Milanesi    |
|    | Italia (bandiera) | D     | Luigi Pogliana      |
|    | Italia (bandiera) | A     | Roberto Poirè       |
|    | Italia (bandiera) | C     | Franco Radaelli     |
|    | Italia (bandiera) | C     | Celestino Testa     |
|    | Italia (bandiera) | D     | Umberto Volpati     |
|    | Italia (bandiera) | D     | Giovanni Udovicich  |

## Risultati

### Serie B

#### Girone di andata
| 11 settembre 1966 1ª giornata | Catania | 0 – 0 | Novara |  |

| 18 settembre 1966 2ª giornata | Reggina | 1 – 0 | Novara |  |

| 25 settembre 1966 3ª giornata | Novara | 1 – 2 | Modena |  |

| 2 ottobre 1966 4ª giornata | Sampdoria | 3 – 1 | Novara |  |

| 9 ottobre 1966 5ª giornata | Novara | 0 – 2 | Varese |  |

| 16 ottobre 1966 6ª giornata | Reggiana | 0 – 0 | Novara |  |

| 23 ottobre 1966 7ª giornata | Novara | 0 – 1 | Catanzaro |  |

| 30 ottobre 1966 8ª giornata | Novara | 2 – 0 | Salernitana |  |

| 6 novembre 1966 9ª giornata | Padova | 2 – 0 | Novara |  |

| 13 novembre 1966 10ª giornata | Novara | 0 – 0 | Pisa |  |

| 20 novembre 1966 11ª giornata | Alessandria | 2 – 2 | Novara |  |

| 27 novembre 1966 12ª giornata | Novara | 1 – 0 | Savona |  |

| 11 dicembre 1966 13ª giornata | Novara | 2 – 0 | Verona |  |

| 18 dicembre 1966 14ª giornata | Livorno | 0 – 0 | Novara |  |

| 24 dicembre 1966 15ª giornata | Novara | 2 – 0 | Messina |  |

| 31 dicembre 1966 16ª giornata | Arezzo | 2 – 0 | Novara |  |

| 8 gennaio 1967 17ª giornata | Novara | 1 – 0 | Palermo |  |

| 15 gennaio 1967 18ª giornata | Potenza | 1 – 1 | Novara |  |

| 22 gennaio 1967 19ª giornata | Genoa | 0 – 1 | Novara |  |

#### Girone di ritorno
| 5 febbraio 1967 20ª giornata | Novara | 1 – 0 | Catania |  |

| 12 febbraio 1967 21ª giornata | Novara | 3 – 2 | Reggina |  |

| 19 febbraio 1967 22ª giornata | Modena | 1 – 0 | Novara |  |

| 26 febbraio 1967 23ª giornata | Novara | 0 – 2 | Sampdoria |  |

| 5 marzo 1967 24ª giornata | Varese | 0 – 0 | Novara |  |

| 12 marzo 1967 25ª giornata | Novara | 3 – 0 | Reggiana |  |

| 19 marzo 1967 26ª giornata | Catanzaro | 2 – 0 | Novara |  |

| 26 marzo 1967 27ª giornata | Salernitana | 0 – 0 | Novara |  |

| 9 aprile 1967 28ª giornata | Novara | 2 – 0 | Padova |  |

| 16 aprile 1967 29ª giornata | Pisa | 1 – 0 | Novara |  |

| 23 aprile 1967 30ª giornata | Novara | 0 – 0 | Alessandria |  |

| 30 aprile 1967 31ª giornata | Savona | 3 – 0 | Novara |  |

| 7 maggio 1967 32ª giornata | Verona | 1 – 0 | Novara |  |

| 14 maggio 1967 33ª giornata | Novara | 3 – 1 | Livorno |  |

| 21 maggio 1967 34ª giornata | Messina | 2 – 0 | Novara |  |

| 28 maggio 1967 35ª giornata | Novara | 1 – 0 | Arezzo |  |

| 4 giugno 1967 36ª giornata | Palermo | 2 – 0 | Novara |  |

| 11 giugno 1967 37ª giornata | Novara | 1 – 1 | Potenza |  |

| 18 giugno 1967 38ª giornata | Novara | 3 – 1 | Genoa |  |

## Statistiche

### Statistiche di squadra
| Competizione | Punti | In casa | In casa | In casa | In casa | In casa | In casa | In trasferta | In trasferta | In trasferta | In trasferta | In trasferta | In trasferta | Totale | Totale | Totale | Totale | Totale | Totale | DR |
| Competizione | Punti | G       | V       | N       | P       | Gf      | Gs      | G            | V            | N            | P            | Gf           | Gs           | G      | V      | N      | P      | Gf     | Gs     | DR |
| ------------ | ----- | ------- | ------- | ------- | ------- | ------- | ------- | ------------ | ------------ | ------------ | ------------ | ------------ | ------------ | ------ | ------ | ------ | ------ | ------ | ------ | -- |
| Serie B      | 36    | 19      | 12      | 3       | 4       | 26      | 12      | 19           | 1            | 7            | 11           | 5            | 23           | 38     | 13     | 10     | 15     | 31     | 35     | -4 |
| Coppa Italia |       | 1       | 0       | 0       | 1       | 1       | 4       | -            | -            | -            | -            | -            | -            | 1      | 0      | 0      | 1      | 1      | 4      | -3 |
| Totale       |       | 20      | 12      | 3       | 5       | 27      | 16      | 19           | 1            | 7            | 11           | 5            | 23           | 39     | 13     | 10     | 16     | 32     | 39     | -7 |

### Statistiche dei giocatori
| Giocatore     | Serie B  | Serie B | Coppa Italia | Coppa Italia | Totale   | Totale |
| Giocatore     | Presenze | Reti    | Presenze     | Reti         | Presenze | Reti   |
| ------------- | -------- | ------- | ------------ | ------------ | -------- | ------ |
| E. Bramati    | 23       | 7       | 1            | 0            | 24       | 7      |
| P. Branduardi | 3        | -2      | -            | -            | 3        | -2     |
| G. Broggi     | 21       | 2       | -            | -            | 21       | 2      |
| G. Calloni    | 35       | 7       | 1            | 1            | 36       | 8      |
| V. Calloni    | 38       | 0       | 1            | 0            | 39       | 0      |
| B. Canto      | 2        | 0       | 1            | 0            | 3        | 0      |
| M. Colla      | 9        | 0       | -            | -            | 9        | 0      |
| D. Colombo    | 36       | 0       | 1            | 0            | 37       | 0      |
| S. Fedato     | 1        | 0       | -            | -            | 1        | 0      |
| E. Fumagalli  | 29       | 1       | -            | -            | 29       | 1      |
| R. Gavinelli  | 24       | 3       | -            | -            | 24       | 3      |
| L. Giannini   | 10       | 0       | -            | -            | 10       | 0      |
| F. Lena       | 38       | -33     | 1            | -4           | 39       | -37    |
| C. Maioni     | 2        | 0       | -            | -            | 2        | 0      |
| R. Mascheroni | 34       | 5       | 1            | 0            | 35       | 5      |
| F. Meriggi    | 2        | 0       | -            | -            | 2        | 0      |
| G. Milanesi   | 28       | 3       | 1            | 0            | 29       | 3      |
| L. Pogliana   | 32       | 1       | 1            | 0            | 33       | 1      |
| R. Poirè      | 3        | 0       | -            | -            | 3        | 0      |
| F. Radaelli   | 8        | 0       | 1            | 0            | 9        | 0      |
| C. Testa      | 4        | 0       | -            | -            | 4        | 0      |
| G. Udovicich  | 27       | 0       | 1            | 0            | 28       | 0      |
| U. Volpati    | 12       | 0       | 1            | 0            | 13       | 0      |